# Ariadna lateralis
Espèce
Ariadna lateralis est une espèce d'araignées aranéomorphes de la famille des Segestriidae.

## Distribution
Cette espèce se rencontre au Japon, en Corée du Sud, à Taïwan et en Chine.

## Description
Le mâle syntype mesure 9 mm et la femelle syntype 13 mm.
Les mâles mesurent de 10 à 15 mm et les femelles de 12 à 20 mm.

## Systématique et taxinomie
Cette espèce a été décrite par Karsch en 1881.

## Publication originale
- Karsch, 1881 : « Diagnoses Arachnoidarum Japoniae. » Berliner Entomologische Zeitschrift, vol. 25, p. 35-40.